# Ejnar Rodling
Salomon Ejnar Rodling, född 10 november 1888 i Stöde församling, Västernorrlands län, död 1974, var en svensk civilingenjör och bruksdisponent.
Ejnar Rodling var son till inspektor Johan Fredrik Rodling och Christina Svedin. Rodling avlade 1910 civilingenjörsexamen vid Kungliga Tekniska högskolan. Han var från 1922 teknisk direktör för Stockholms Superfosfat Fabriks AB och var 1930-1942 verkställande direktör i samma bolag. 1942-1948 var han verkställande direktör för Stora Kopparbergs Bergslags AB.
Han var 1946-1948 ledamot i Jernkontorets fullmäktige. Han invaldes 1931 som ledamot av Ingenjörsvetenskapsakademien och blev 1939 ledamot av Lantbruksakademien.  Han var bosatt i Lausanne.